# スズキ・MRワゴン
MRワゴン（エムアールワゴン、MR wagon）は、スズキが生産・販売されていた軽トールワゴンである。

## 概要
大人4人がくつろいで座れる広い居住スペースと、乗る人の心地よさを追求した軽トールワゴンの新車種として投入された。日産自動車にモコの車名でOEM供給され、日産の量産型軽自動車第一号となった。
エンジンは当初から自然吸気エンジンとターボエンジンの2種類が用意された。初代・2代目はK6A型を搭載しており、NA車は40kW（54PS）/ 6,500rpm で吸気側にVVT（可変バルブタイミング機構）を搭載、ターボ車は44kW（60PS）/ 6,000rpm となる。3代目では高い燃焼効率を実現し、軽量・コンパクト化されたR06A型に置き換え。NA車は軽自動車初の吸排気VVT機構を搭載し、40kW（54PS）/ 6,500rpm となる。ターボ車は47kW（64PS）/ 6,000rpmに向上すると共に、吸気側にVVTを搭載したことで動力性能と環境性能を両立した。
トランスミッションは初代と2代目が全車4ATで、3代目は副変速機付きCVT。シフトレバーは初代がコラムシフト、2代目と3代目がインパネシフトである。
パーキングブレーキは足踏み式を採用することで運転席周りを広くとり、サイドウォークスルーも可能。当初前席はセパレートシートで、運転席と助手席の間に収納が設けられていたが、2004年（平成16年）の一部改良でベンチシートとなり、2代目と3代目もそれを継承している。
助手席座面をスライドさせると下に収納スペース（助手席シートアンダーボックス）がある。初代はバケツのように取っ手があり、着脱可能。一方、2代目は着脱こそできないが大容量のシートアンダートレーがあり、買い物カゴがピッタリと収まるようなサイズになっている。3代目はシートアンダートレーが省かれたものの、初代のように取っ手が復活し、着脱可能となった。

## コンセプトカー（1999年）
1999年（平成11年）の第33回東京モーターショーにMRワゴンと名づけられたコンセプトカーが出品された。後車軸直前にエンジンを搭載したミッドシップエンジン・リアドライブ・レイアウトであり、MRの名はその略称によるものである。

## 初代 MF21S型（2001年 - 2006年）

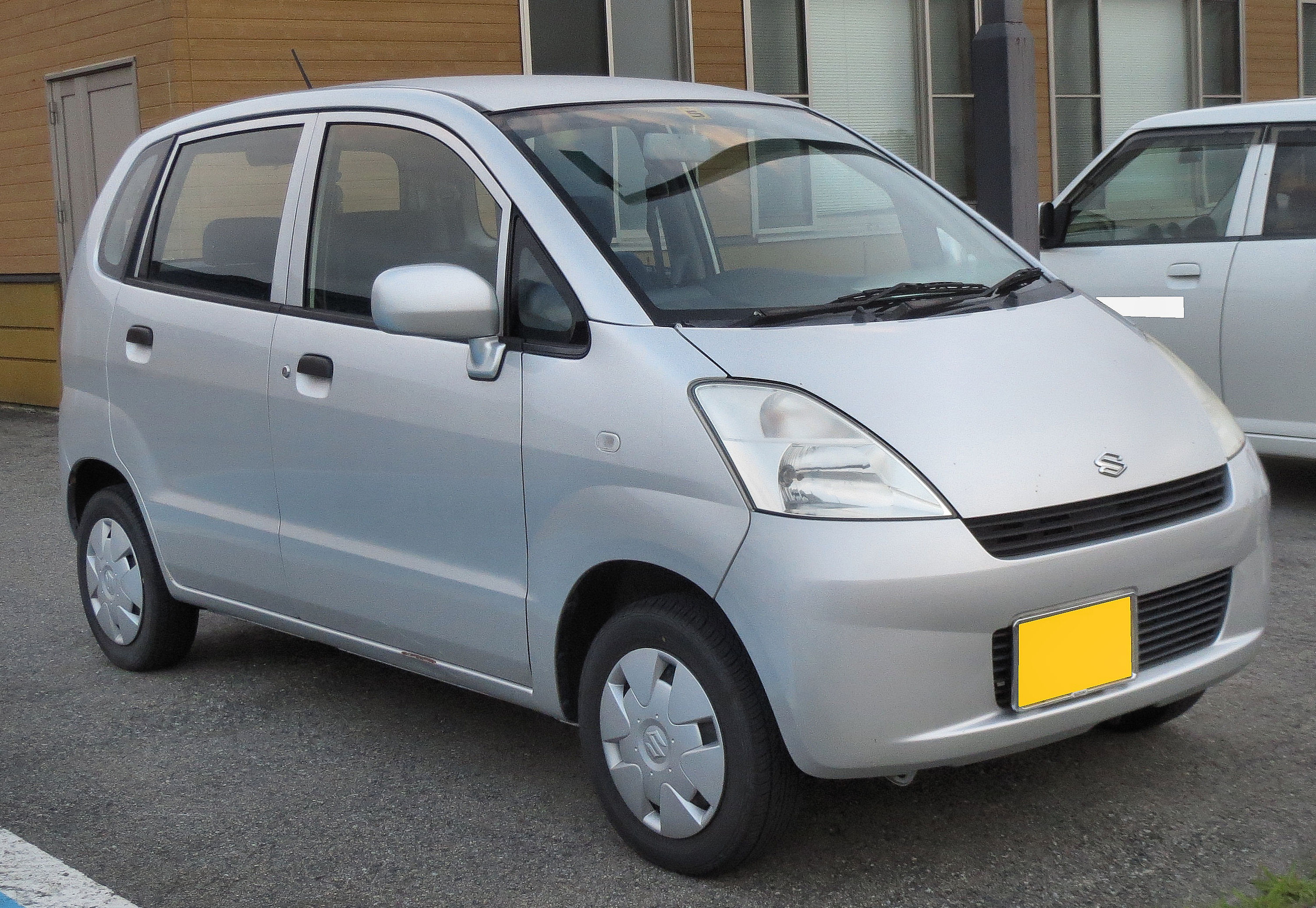
E 4WD（前期型）
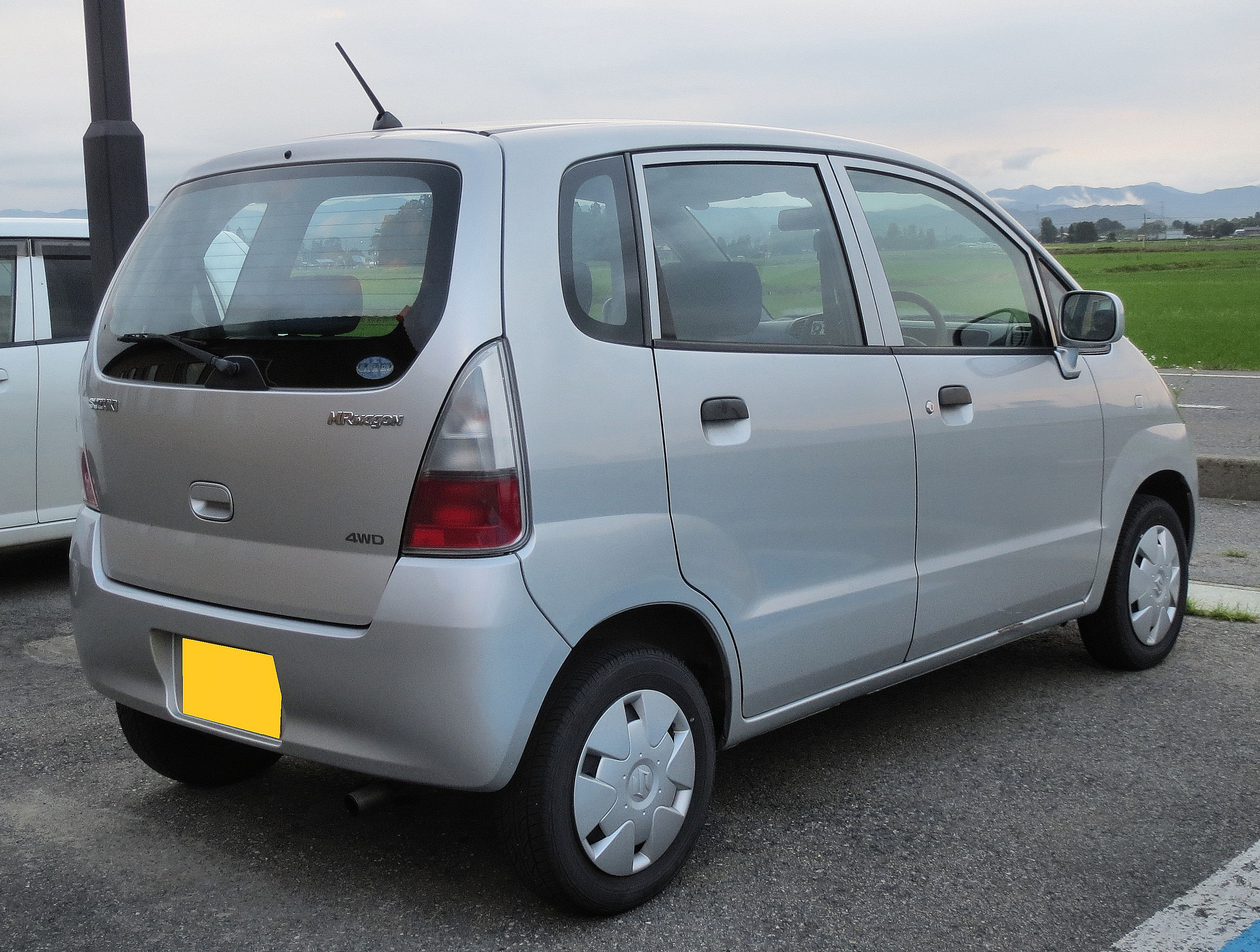
E 4WD （前期型・リヤ）
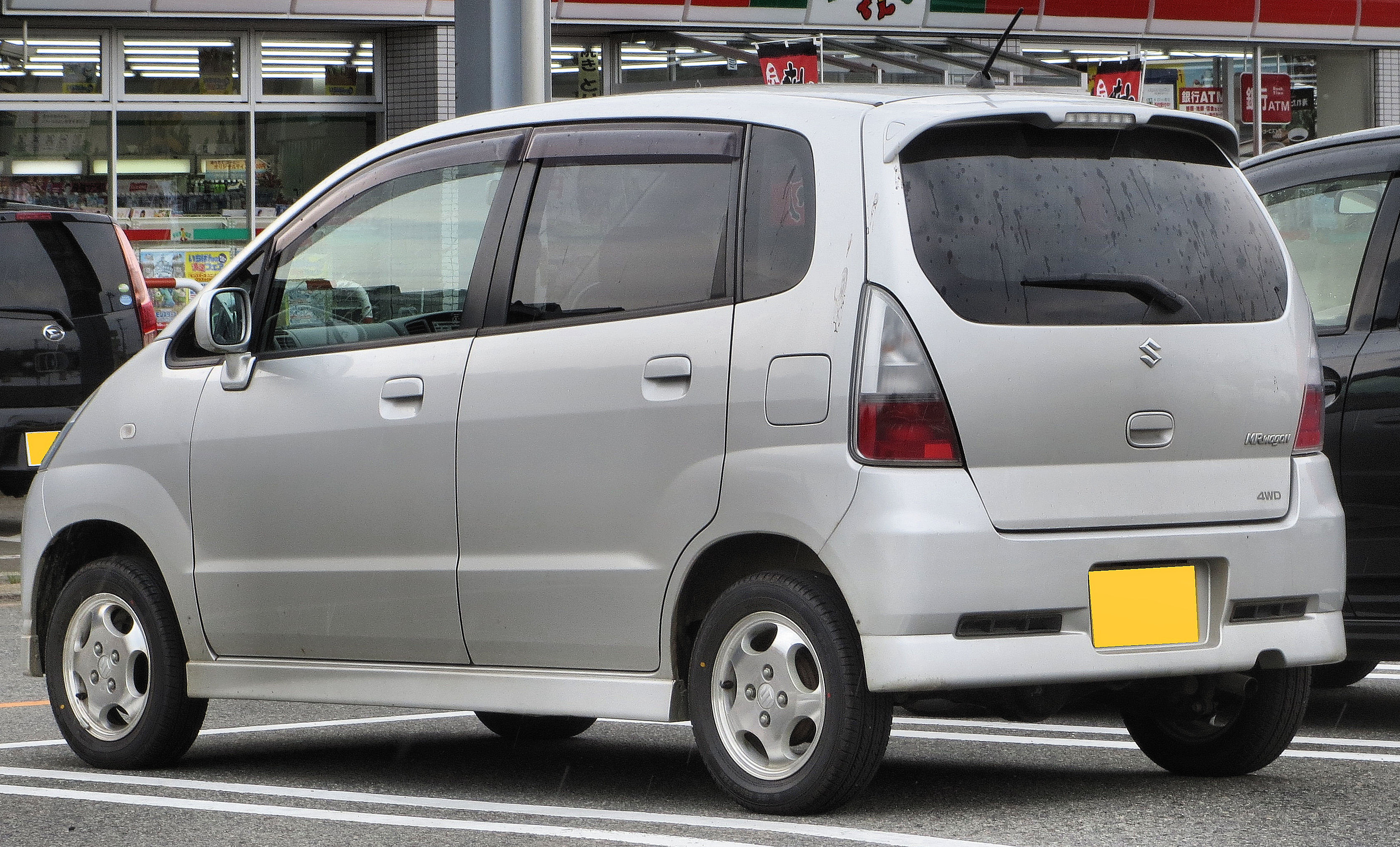
GL 4WD （後期型・リヤ）
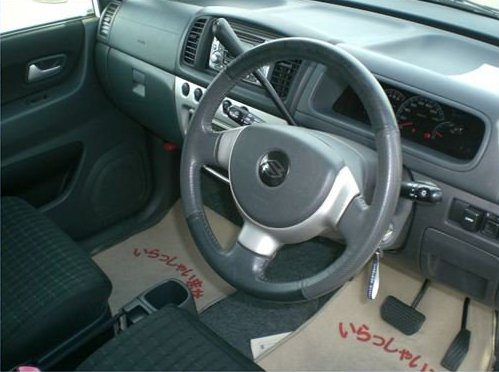
スポーツ 室内 （前期型）

全長、全幅は大半の軽自動車同様、軽規格の上限まで用いられるが、パッケージングのみならず、スタイリングも重視しており、トヨタ・エスティマのようなワンモーションのモノフォルムデザインとなった。
またコンセプトカーでは名称の由来となったミッドシップエンジンレイアウトは採用されず、コンベンショナルな前輪駆動（及びFFベースの4WD）となり、「MR」は「マジカル・リラックス」の略称とされた。
当初はDOHC VVTエンジンを搭載する「E」・「X」・「Xナビパッケージ」とDOHC Mターボエンジン（60 ps）を搭載する「ターボT」の4グレードで展開。「E」以外は全車同色ドアノブ、電動格納式ドアミラー、各種オーディオが標準装備されるなどセルボモード以来の充実ぶりであった。「Xナビパッケージ」は1DINのCD/MDチューナーと1DINのインダッシュカーナビゲーションが装備される。後部座席はリクライニング機能のほか、最大105 mmの左右独立前後スライド機能を備え、さらにレバー一つでシートを前倒しして荷室を拡大できるなど、シートアレンジが多様になっている。前後スライド機能は、ベースとなった2代目ワゴンRのプラットフォームから、リアサスペンションのショックアブソーバーの取り付け位置を変更することで実現した。後にワゴンR/マツダ・AZ-ワゴンにもマイナーチェンジで同様の改良がなされた。そのためMRワゴンは一見コンパクトな車体に見えて広い室内を実現した。
また、スズキ車としては初めて全車にブースターを利用するヘリカル型ルーフアンテナをルーフ中央に採用した。従来のスズキ純正カセットチューナーやAMラジオではアンテナコントロール電源がなく、対応させるには配線を増やす必要がある。そのため標準装備されることはなく、以降発売される新型車種も乗用モデルにはCDチューナーが装備されるようになった。
軽自動車の規格が1998年に変更以降、多くのメーカーが乗用モデルにはSRSエアバッグやシートベルトプリテンショナー・フォースリミッターを標準装備していたが、スズキ製軽乗用車ではエブリイ以外標準装備が進んでいるとは言えなかった。このMRワゴンでは全グレード両席SRSエアバッグ・シートベルトプリテンショナー・フォースリミッターが標準装備された。更にフォースリミッターには軽自動車初の可変フォースリミッターを採用。リミッターが2段階に分けて働く仕組みとなっている。以降他の車種もマイナーチェンジを期にエアバッグなどが標準装備されるようになる。後述の「スポーツ」にはこれもまた軽初のCRD（クッション・レストレイント・デバイス）と呼ばれる乗員の衝突時の前方移動を抑制する装置を受注生産として設定された。
- 2001年（平成13年）12月4日 - 初代発売。
- 2002年（平成14年）
  - 4月10日 - 日産自動車へ「モコ (MOCO)」の名称でOEM供給開始。
  - 4月25日 - 装備を充実しながら、求めやすい価格とした新グレード「N-1」を発売。
  - 6月11日 - アパレルブランド「ミキハウス」とタイアップした「ミキハウスバージョン」と「N-1」をベースに、スポーティな外装を施した新グレード「N-1 エアロ」、また、当時のワゴンR RRなどに搭載されるDOHC ターボエンジン(64PS)を搭載し、スポーティな外装とした新グレード「スポーツ」の計3種を発売。「スポーツ」にはこれまで装備されることのなかったタコメーターやローダウンサスペンション＆スポーツ専用14インチアルミホイールもあったが、「スポーツ」のターボエンジンはOEM供給されるモコには非搭載であるためモコに「スポーツ」に相当するグレードは存在しない。この仕様のみATにはロックアップが採用され低燃費にも貢献している。タコメーターは以降、後述の「ジアラバージョン」や「A-LIMITED」など自然吸気の上級グレードや特別仕様車にも搭載された。
  - 7月16日 - 「ジアラ（GIALLA）」製の外装部品などでドレスアップしたカスタマイズカー「ジアラバージョン」を発売。
  - 12月10日 - 「N-1」と「N-1 エアロ」を一部改良。フロントグリル、シート表皮、ドアトリム表皮を専用の仕様に変更する。
- 2003年（平成15年）
  - 1月14日 - 軽自動車販売台数30年連続No.1を記念して、メッキ仕様のディスチャージヘッドランプ、メッキ塗装の専用フロントグリル、専用アルミホイールなどを装備した特別仕様車「スポーツ バージョンV」を発売。
  - 8月4日 - お買い得な価格設定とした特別仕様車「N-1スペシャル」を発売。ターボTなどに搭載されていたCD/MD/カセットオーディオは廃止されアゼスト製CD/MDオーディオに変更される。
- 2004年（平成16年）
  - 2月10日 - 一部改良。前席をベンチシートとし、リアシートのスライド量を拡大（105mm→135mm）。DOHC VVTエンジン搭載車の燃費性能を向上、フロントバンパーのデザイン変更、盤面発光式メーターを廃止。寒冷地仕様の廃止（標準装備化）。同時にDOHC VVTエンジン搭載車のグレードは「G」・「GL」・「GS」に再編され、値下げが行われた。
  - 8月 - MRワゴンカーシェアリング専用車を受注生産で発売。個人識別用のICカード読取機などを搭載する。
  - 12月1日 - 燃料電池自動車「MRワゴンFCV」国土交通大臣認定。2005年度より公道走行試験開始。
  - 12月7日 - 「G」をベースに、アイボリーを基調とした内装とアルミホイールを装着した外装、快適装備を充実した特別仕様車「M-EDITION」を発売。
- 2005年（平成17年）
  - 4月6日 - 「G」をベースに、スポーティな内外装と上級仕様のオーディオを装備した特別仕様車「A-LIMITED」を発売。
  - 12月[5] ｰ 生産終了。以降は在庫対応分のみの販売となる。
- 2006年（平成18年）
  - 1月 ｰ スポーツ以外のグレードが2代目と入れ替わる形で販売終了。
  - 6月[6] - スポーツの販売終了。これで初代モデルすべてが販売終了となった。

- E 4WD（前期型）
- E 4WD
（前期型・リヤ）
- GL 4WD
（後期型・リヤ）
- スポーツ 室内
（前期型）

### エスティロ
2006年末、インドにてマルチ・スズキ・インディアが「ゼン・エスティロ」 (ZEN ESTILO) の製造・販売を開始した。ゼン（セルボモードベース）の後継として投入されたこの車種は、MRワゴンをベースに外観を変更し、1,100ccエンジンと5速MTを搭載したものである。同車種は2007年からインドネシアへの輸出が開始され「カリムン・エスティロ」（KARIMUN ESTILO）として販売された。
2009年にフェイスリフトが行われ、エンジンがK10型1,000ccに換装された。また、このときにインド仕様車は単に「エスティロ」と改名された。
インドネシアでのカリムン・エスティロの販売は2013年に終了し、インドモービル・スズキ・インターナショナルは後継車種としてカリムン・ワゴンRの投入を発表した。
インドでのエスティロの販売は2014年初めに終了した。

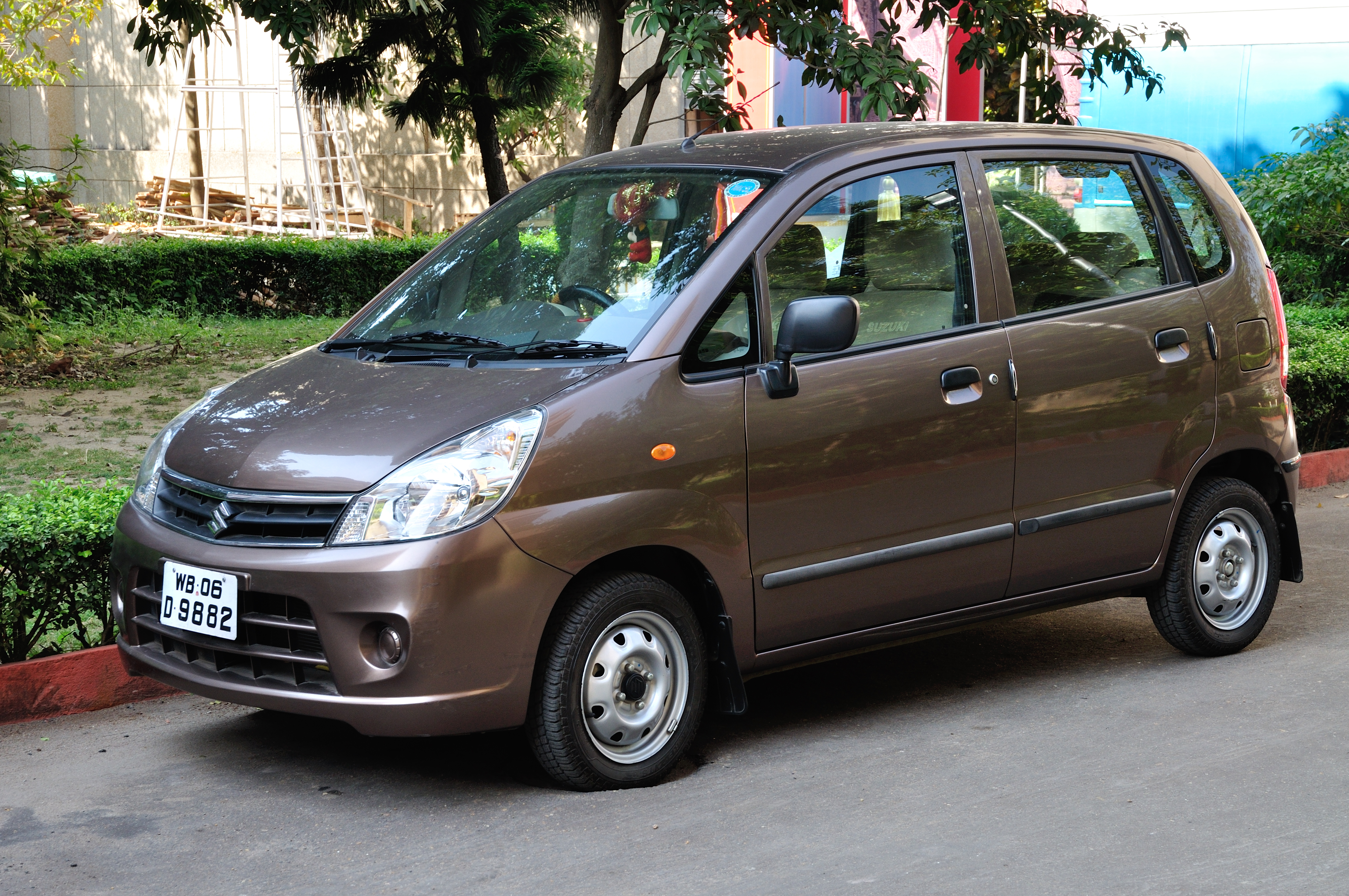
ゼン・エスティロ

### MRワゴンFCV
2003年にゼネラルモーターズと共同開発した燃料電池自動車「ワゴンR FCV」に引き続き、2005年にはMRワゴンFCVが試作された。水素の充填圧力をワゴンR FCVの35メガパスカルから国内の燃料電池自動車では初めて2倍の70メガパスカルに強化して、航続距離の延長が図られている。

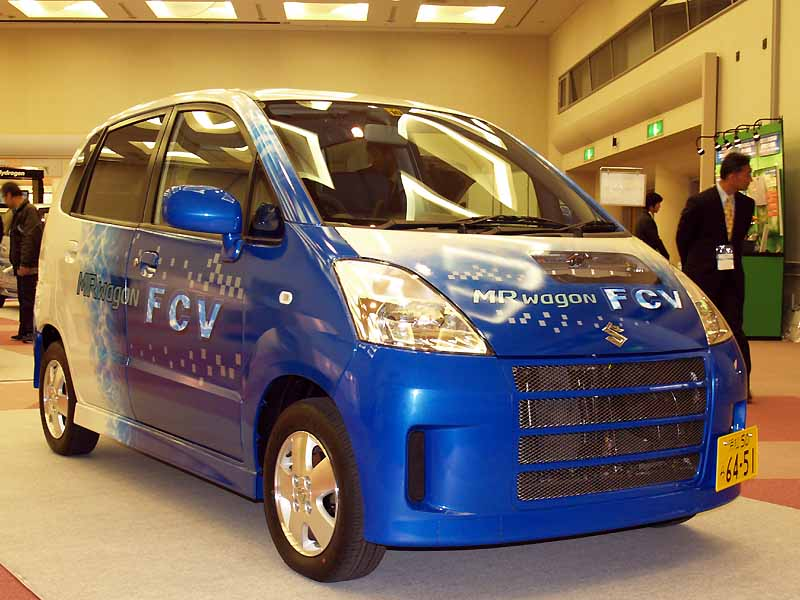
FCV

## 2代目 MF22S型（2006年 - 2011年）
目標月間販売台数は6,000台と発表されている。「ママワゴン」というコンセプトの下、随所に女性や子供に対する配慮が見られる設計とされ、従来型以上に利便性を追求した。
内外装のデザインのとりまとめを行なったチーフデザイナーは同社の結城康和。
この2代目よりキーレススタートシステムやフルオートエアコン、MRワゴン専用CD/MDチューナーといった上級装備が採用され、内外装ともども使い勝手や上質さを充分考慮した仕上げとなっている。特に先代モデルではインパネに付く小物入れがヒューズボックスの前にあるケースとグローブボックス以外皆無だったが2代目からは豊富になっている。また、従来型ではコラムシフトを採用していたが、今回の変更でより操作性に優れたインパネシフト（全車4AT、スズキ車として初採用）に刷新された。同時にグレード体系も整理され、DOHC VVTエンジンを搭載する「G」・「X」、DOHC Mターボエンジンを搭載する「T」の3グレードとなった。車体構造部には成形性に優れたハイテン材を多用し、従来鋼を用いた場合よりも軽量に仕上げている。
- 2005年（平成17年）- 第39回東京モーターショーにマムズ・パーソナルワゴン MRワゴンコンセプトの名で展示[11]。のちに登場する市販モデルとはドアノブの位置やドアミラー形状等が異なっていた[注釈 5]。
- 2006年（平成18年）
  - 1月20日 - 2代目発売。
  - 2月1日 - OEMされている日産・モコもモデルチェンジした。
  - 9月4日 - 「X」をベースに、エアロパーツなどのスタイリッシュな装備を施した特別仕様車「XSリミテッド」を発売。
  - 12月13日 - スポーティな造形のフロントグリルなどのエアロパーツ、切削タイプの14インチアルミホイール、ブラックインテリアなどを採用した派生モデル「MRワゴンWit（ウィット）」を発売。グレードはGS、XS、TSの三種。なお「Wit」はかつて製造されていたフロンテでもグレード名として使われていた。
- 2008年（平成20年）5月15日 - WitのXSをベースにプロジェクタータイプのディスチャージヘッドランプやHG21S型セルボと同一デザインの5本スポークアルミホイール、本皮革ステアリング、専用シート地などを装備した特別仕様車「Wit リミテッド」を発売。このモデルに限り通常のWitには未設定のノクターンブルーパールが用意され、ボディーカラーによっては通常は設定がないベージュインテリアも選択可能となっている。
- 2009年（平成21年）6月12日 - 一部改良。全車で給油口のキャップの閉め忘れを防止するひも付きフユーエルキャップ、細かいボーダー柄のシート表皮、運転席シートリフターとチルトステアリングを装備。さらに、「X」・「Wit XS」・「Wit TS」ではヘッドランプにオートライト機能を加え、運転席・助手席に照明付きバニティミラーを追加。インテリアはボディカラーによりベージュとブラックの2種類を設定した。MRワゴンはフロントまわりを一新し、ボディカラーは「エアブルーメタリック」と「ブルームピンクメタリック」の2色を追加（ただし、従来設定されていたノクターンブルーパールはWit専用色に変更）。Witも新デザインのフロントバンパーと14インチアルミホイール（メッシュ）を採用。さらに「Wit XS」「Wit TS」はインサイドドアハンドルとATシフトノブボタンに鍍金を施し、エアコンルーバーリングを鍍金調に変更[注釈 6]。Witにはプロジェクター式ディスチャージヘッドランプ+LEDサイドターンランプ付きドアミラー+オーディオレスのセットオプションが選択できるようになった。また、自然吸気エンジンの燃費を向上し、「G」・「X」・「Wit GS」・「Wit XS」の2WD車は「平成22年度燃費基準+15%」を達成した。エンジン外観も変わり樹脂製ヘッドカバーに変更。エアクリーナーもサイズが異なる。
- 2010年（平成22年）
  - 5月1日 - 仕様変更。「G」の2WD車は従来メーカーオプションだったEBD付4輪ABSとブレーキアシストを標準装備化。また、「Wit TS」が廃止され、ターボエンジン搭載車が消滅（モコは継続採用）。またボディカラーも見直され、「Wit」専用カラーの「ノクターンブルーパール」を廃止。
  - 12月[12] ｰ 生産終了。在庫対応分のみの販売となる。
- 2011年（平成23年）1月 ｰ 3代目と入れ替わる形で販売終了。

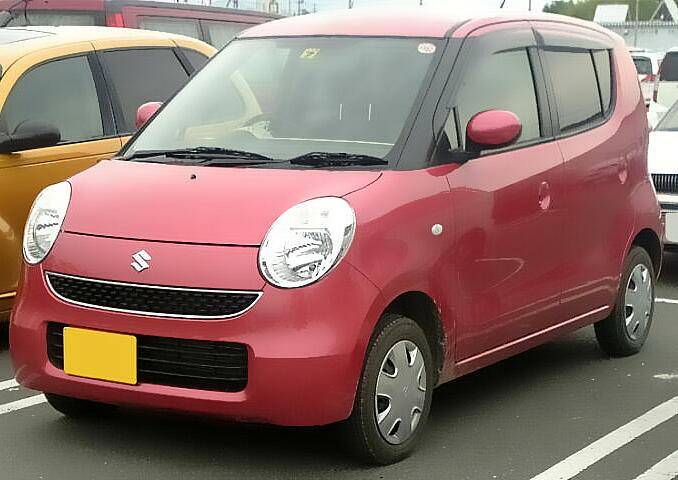
ノーマル（前期型・フロント）（2006年1月 - 2009年6月）
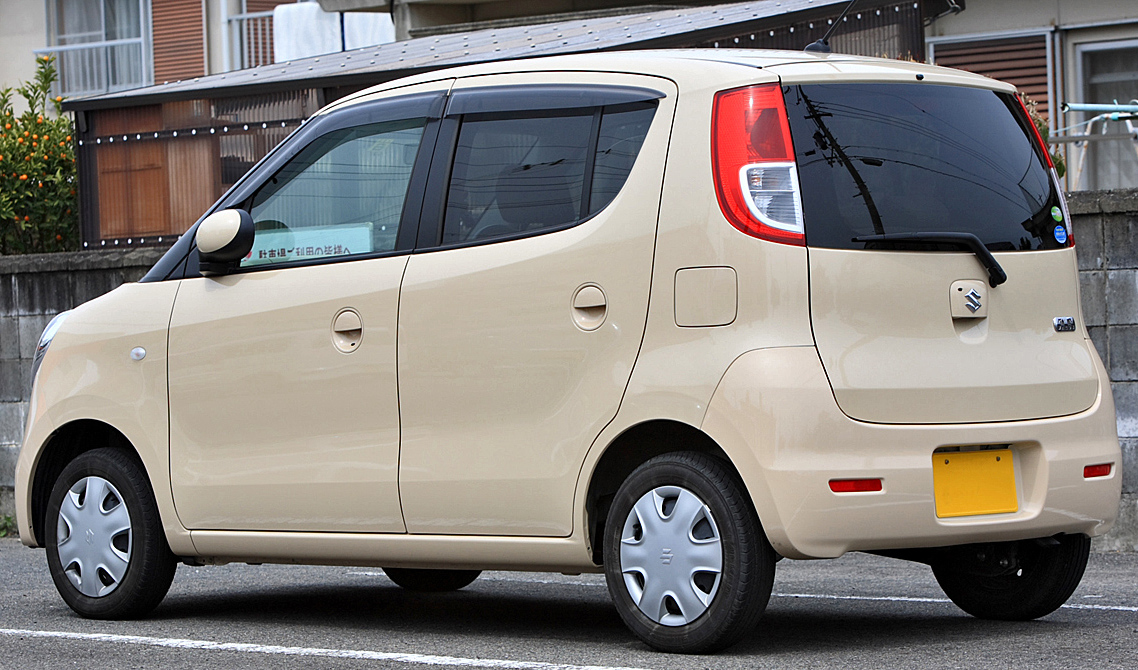
ノーマル（前期型・リア）

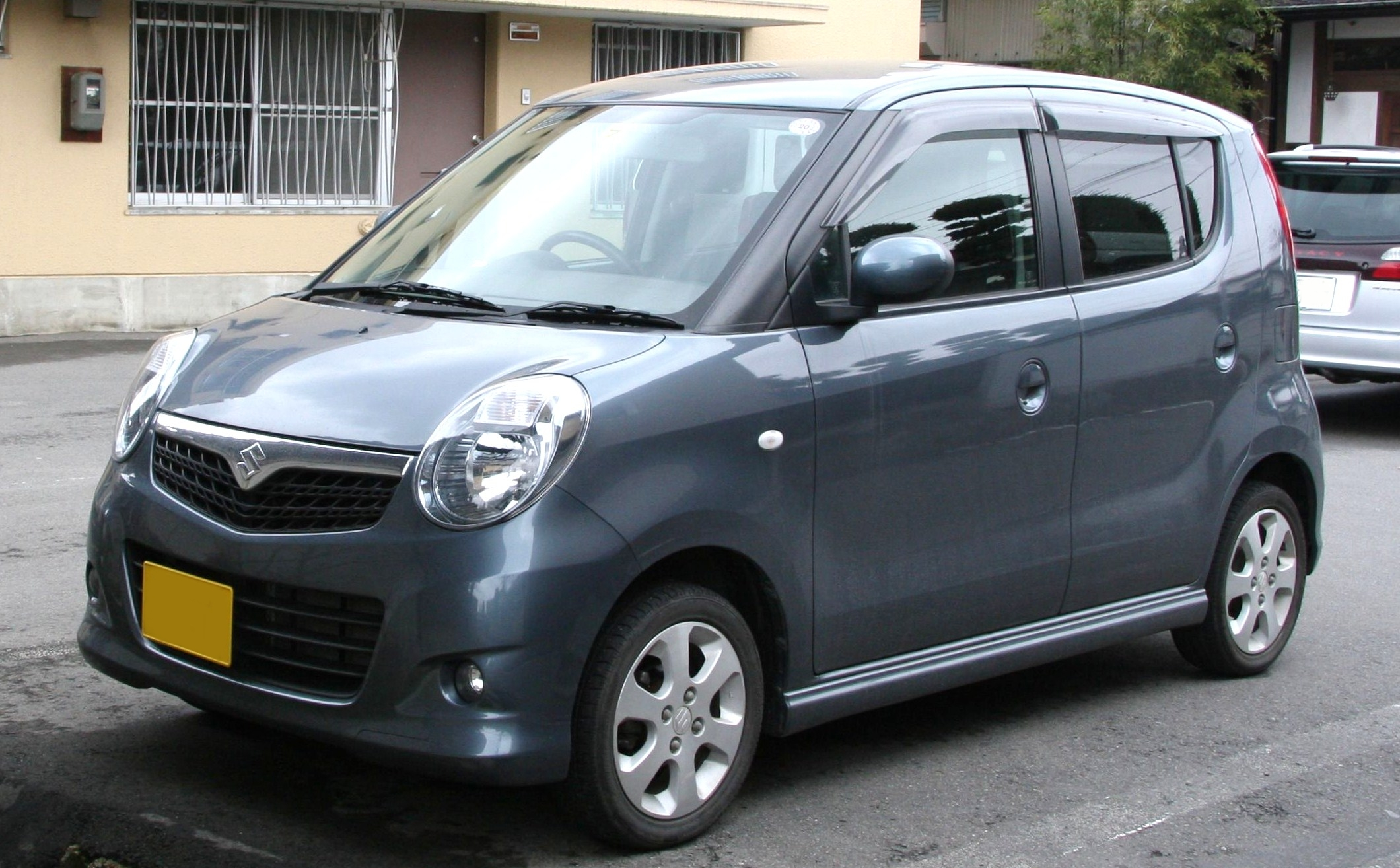
Wit（前期型・フロント）
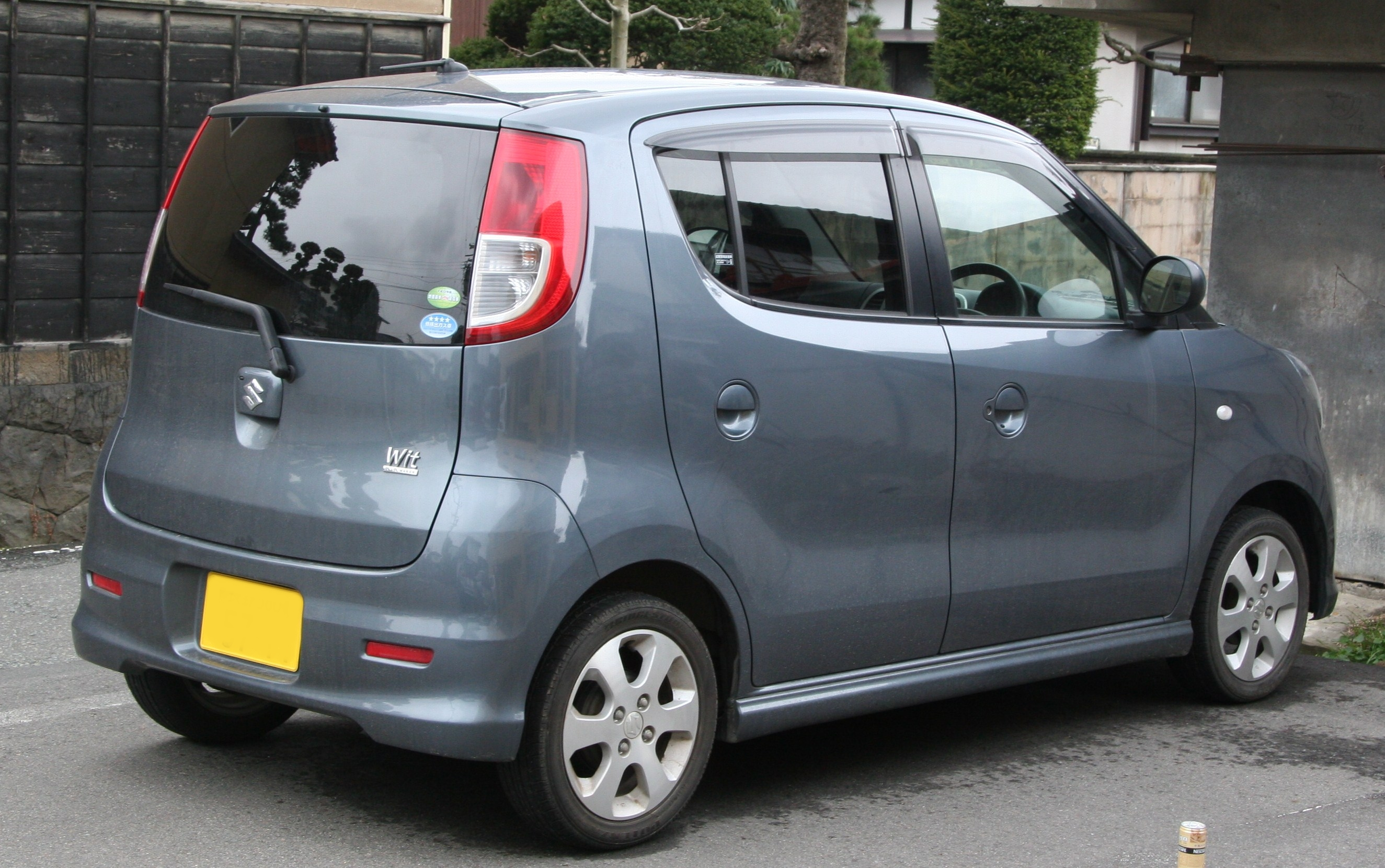
Wit（前期型・リア）
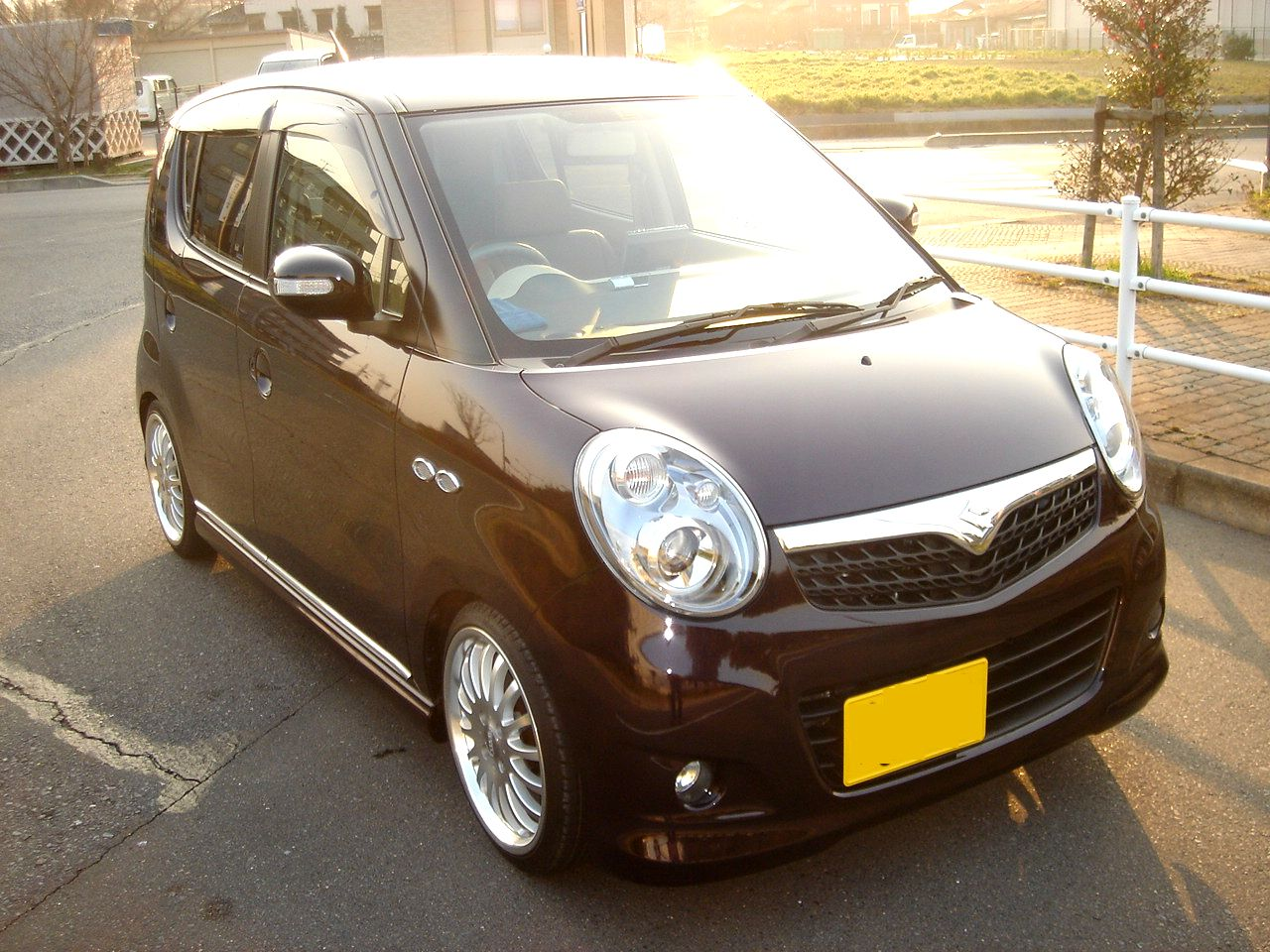
Witリミテッド（前期型）

## 3代目 MF33S型（2011年 - 2016年）

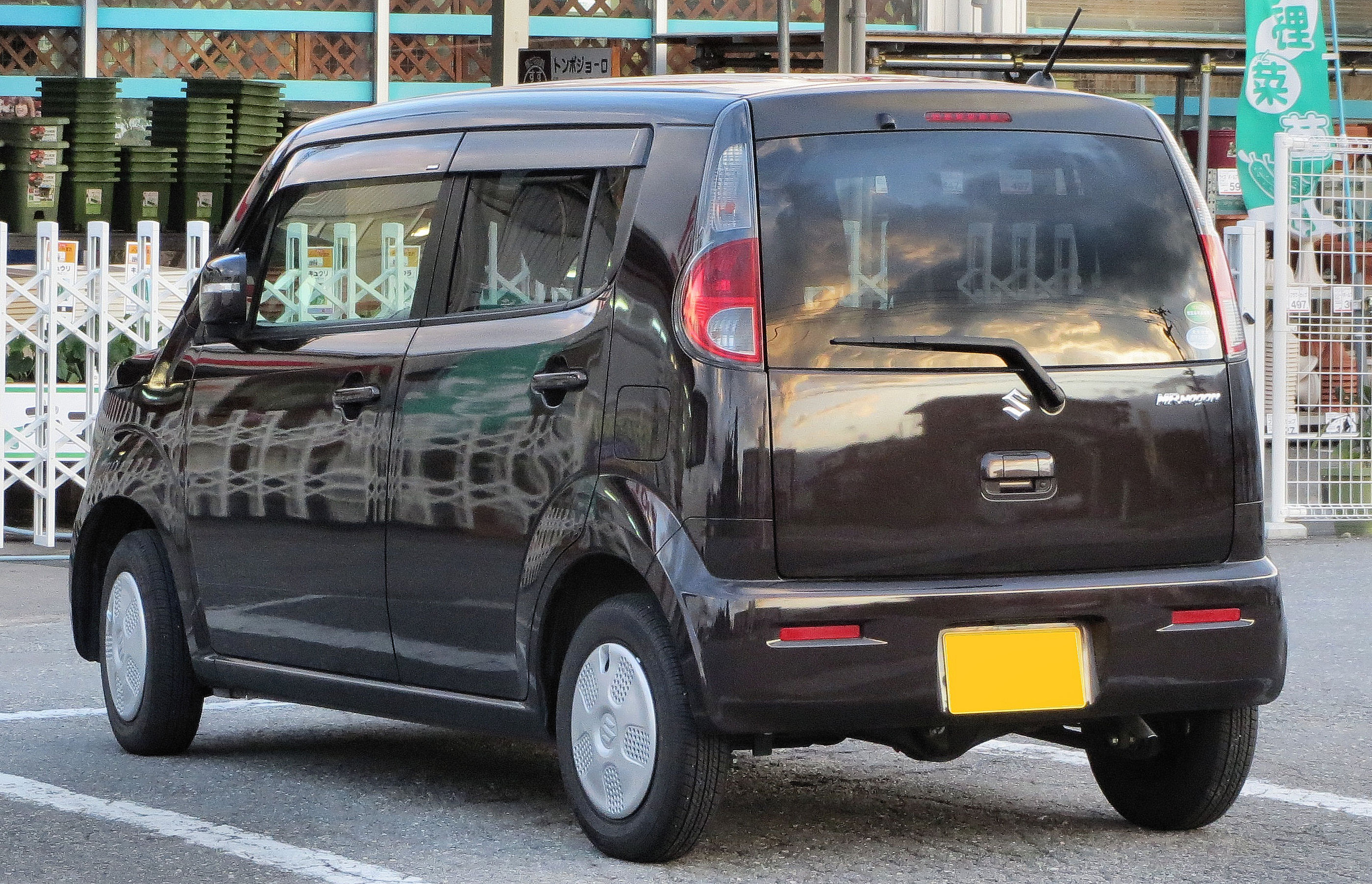
X 4WD リア
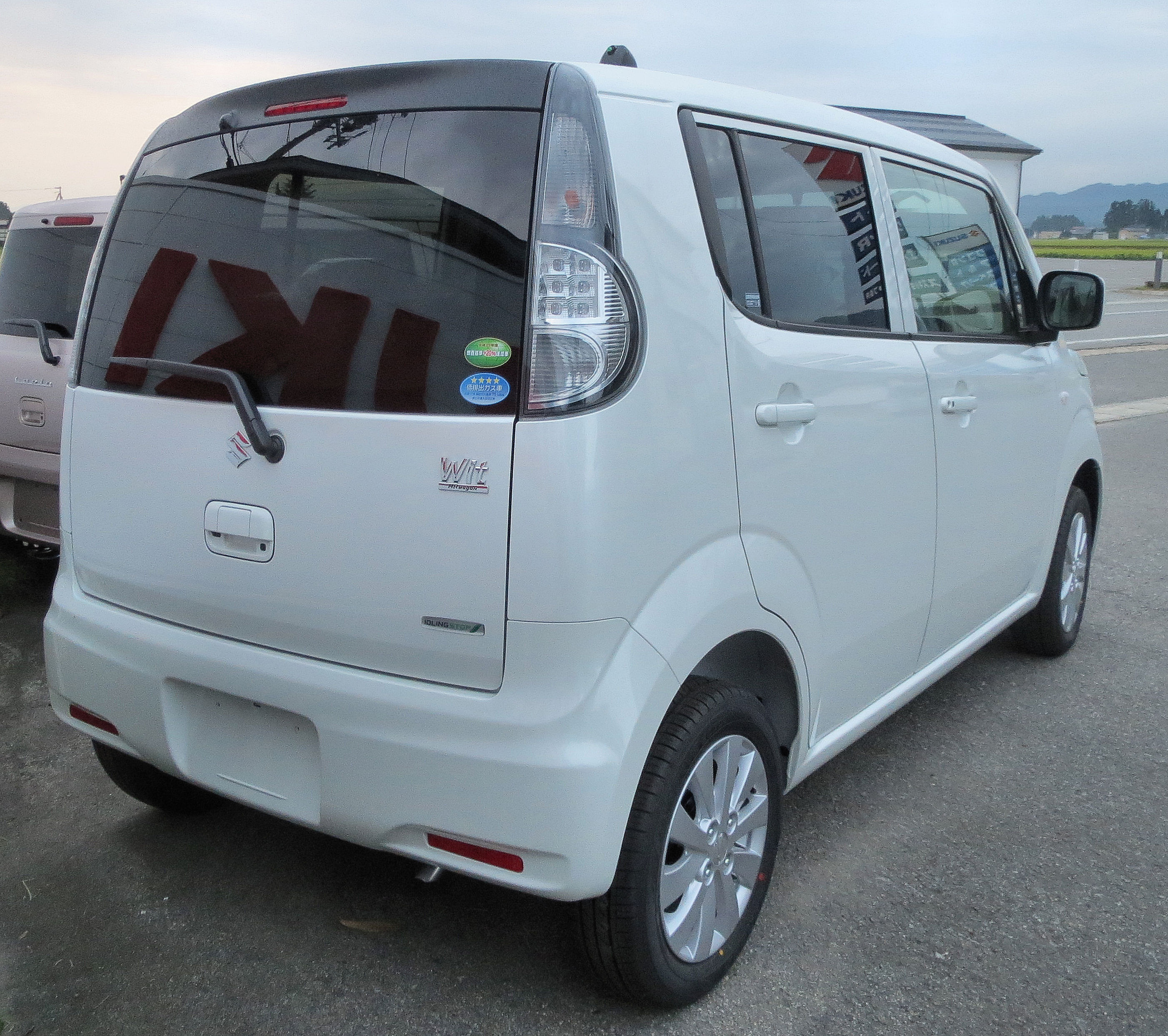
Wit LS 4WD リア

ターゲット層を主婦から若い男女へと切り替え、「低燃費・広い室内空間・個性派デザインを採用した新感覚軽ワゴン」として開発された。
その理由は「トールワゴンのパレットがファミリー層と（2代目でターゲットとしていた）若い主婦層をカバーできていると判断したため」、そして「これまでのスズキのラインナップでは若者を取り込めていないことがわかったため」である。個性的なスタイリングと広々としたキャビンを実現するため、ホイールベースを先代に比べ65 mm拡大。結果、ワゴンRやパレットよりも25 mm長く、スズキの軽乗用車の中で最も長い2,425 mmとなった。
フロントフェイスはラウンドされた面編成に半円モチーフのヘッドランプを採用。Aピラーも前席の開放感を確保するために先代よりも角度を起こした。リアのコンビネーションランプにも半円モチーフを採用し、幅広感を強調させるため、リアウィンドー、ルーフエンドガーニッシュと共に一体に見せる黒基調とした。
標準搭載のオーディオは静電容量式タッチパネル式を採用。指先で軽く触れたり、スライドするだけで簡単に操作できるほか、iPodやUSBメモリと接続できるUSBソケットやスムーズな駐車を可能にするバックモニターを搭載した。また、インパネトレーが配置されており、エアコン・シフトレバーの上にある中央のトレーはUSBで接続したデジタルオーディオプレーヤーや携帯電話などに、助手席側のトレーは箱型のティッシュペーパーがそのまま収納できるスペースを確保。運転席側のアンダートレーはETC車載器を設置できるようになっている。さらに、「G」・「T」には3代目ソリオにも採用されているワンアクションでフラットスペースな荷室展開が可能なダブルフォールディングリアシートを装備。左右独立のスライド式ラゲッジボードを採用することにより、リアシートのスライド位置に関係なくほぼフラットな荷室にすることができる。
エンジンは軽量・コンパクトに収め、低燃費・低回転域のトルク向上・静粛性を実現した新開発のR06A型を採用。「G」・「X」には軽自動車初の吸排気VVT機構を搭載した自然吸気エンジンを、フルモデルチェンジに合わせて復活した「T」は吸気側にVVT機構を備えるターボエンジンを採用した。また、副変速機構付CVTには作動用フルード（CVTF）をエンジン冷却水で温めるビルトインオイルヒーターを組み込み、冷間時のフルード粘性による抵抗を低減するとともに、車体に高張力鋼板を効率的に多用することで先代比30 kg（「G」の2WD車の場合）の軽量化を達成。これらにより、「T」の4WD車を除く全グレードが「平成22年度燃費基準+25%」を達成した（現在は「平成27年度燃費基準」も達成）。安全装備としては、「T」の2WD車にメーカーセットオプションで、「ヒルホールドコントロール付きESP（車両走行安定補助システム）」と「フロントシートSRSサイドエアバッグ及びSRSカーテンエアバッグ」が設定されている。
なお、2代目の派生グレードであったエアロ仕様の「Wit」はフルモデルチェンジ時に一旦廃止となっていたが、2013年（平成25年）7月16日の一部改良により、「上質でスタイリッシュな、ちょっと大人向けのMRワゴン」というコンセプトの下、エアロパーツを廃した上級仕様として復活した。日産向けOEMは「モコ ドルチェ」となり、同年10月16日より販売。
モデル途中から、成約者にCM・カタログのキャラクターであるミイ（声：佐久間レイ）のぬいぐるみ「ミイぐるみ」が進呈されるようになった。
- 2011年（平成23年）
  - 1月20日 - フルモデルチェンジ。
  - 2月15日 - OEM車種の日産・モコがフルモデルチェンジ。
  - 3月10日 - 「X」にアイドリングストップシステムを装備した「X アイドリングストップ」を追加。これにより「X」よりもさらに1.5 km/L燃費が向上され、27.0 km/L（10・15モード燃費）の低燃費を実現した。さらに、車両の安定走行をサポートするESP（ヒルホールドコントロール・ブレーキアシスト付）も標準装備された。
  - 7月1日 - 仕様変更。ボディカラーに「ブルーイッシュブラックパール3」を追加。
  - 11月21日 - 発売10周年を記念した特別仕様車「10thアニバーサリーリミテッド」を発売。「X」をベースに、フロントメッキグリル、ディスチャージヘッドランプ（ロービーム、オートレベリング機構付）、14インチアルミホイール、オートライトシステム、専用ファブリックシート表皮、専用ドアトリムクロス、6スピーカー、専用エンブレム（バックドア貼付）を装備して充実仕様とするとともに、車両同梱品として誕生10年記念ロゴ入りの専用携帯リモコンカバーを用意した。ボディカラーには5色を設定するが、「カシスピンクパールメタリック」のみブラック2トーンルーフ仕様も設定される。この仕様を設定した場合、アルミホイールがガンメタリック塗装に変更となる。
- 2012年（平成24年）
  - 2月14日 - 従来の「X アイドリングストップ」に替わるアイドリングストップシステム搭載の派生モデル「MRワゴン エコ」を追加。先に発売されたアルト エコで採用された技術が取り入れられており、R06A型エンジンや副変速機構付CVTに改良を加えフリクションの低減化を行うとともに、協調制御をより細かくしたことでパワートレイン全体での燃費性能を高めた。アイドリングストップシステムも改良され、ブレーキを踏んで時速が9km/L以下になった時点でエンジンを停止することでアイドリングストップ時間を延長。さらに、ハンドルや「アイドリングストップOFFスイッチ」の操作でエンジンを再始動できる機能を追加し、運転状況に応じたスムーズな発進を可能にした。また、あらゆる走行抵抗を低減するため、車軸ベアリングはフロントにハブ一体構造型を採用し、リアも構造の見直しを行うことで回転抵抗を、タイヤを変更したことで転がり抵抗を、フロントブレーキパッドの変更により走行中の引きずり抵抗を低減。これらにより、JC08モード燃費で27.2 km/L（平成27年度燃費基準+20%達成）のさらなる低燃費を実現。グレード体系は従来の「X アイドリングストップ」に相当する「ECO-X」と「G」に準じた装備内容としつつ、キーレスプッシュスタートシステムを装備した「ECO-L」の2グレードを設定する。なお、アイドリングストップシステム搭載車の証としてバックドア右下に「IDLING STOP」エンブレムが新たに装着されたために、車名エンブレムはSマークと平行した位置に配置されている。また、ボディカラーについては既存の7色に加え、アルト エコ同様に緑味を帯びた白「リーフホワイト」を追加した8色が設定される（リーフホワイトは2012年4月発売開始）。
  - 5月17日 - 一部改良（2型）。「G」・「X」・「10thアニバーサリーリミテッド」の2WD車において、エンジン制御の見直しにより燃料カット時間を長くしたほか、CVTフルードを低粘度化してCVT内の摩擦抵抗（フリクション）を低減したことで燃費を向上。これにより、「平成27年度燃費基準+10%」を達成した。併せて、「MRワゴン エコ」を含む全車においては後席にISOFIX対応のチャイルドシート固定用アンカーを採用した。なお、この一部改良により、「G」・「X」・「T」及び「10thアニバーサリーリミテッド」は車名エンブレムがSマークと平行の位置に変更し、「MRワゴン エコ」とリアのエンブレム配置を統一した。
  - 11月7日 - 「X」・「ECO-X」をベースに、ブラックのフロントメッキグリル、14インチアルミホイール、専用エンブレム、専用ファブリックシート表皮、専用ドアトリムクロス、専用リモコンカバー（車両同梱品）、ディスチャージヘッドランプ（ロービーム、オートレベリング機構付）、オートライトシステム、6スピーカー（既存のフロント2スピーカーにリアとツイーターを追加）を装備し、本革巻ステアリングホイールとシフトノブに一部ピアノブラック調を、インサイドドアハンドルとエアコンルーバーリングにメッキを採用した特別仕様車「Xセレクション」・「ECO-Xセレクション」を発売。ボディカラーは特別設定のグレースブルーパールメタリック、ルナグレーパールメタリック、ミステリアスバイオレットパール（オプションカラー）の3色を含む7色を設定し、さらに、アーバンブラウンパールメタリックのみシルバー2トーンルーフ仕様も設定される。
- 2013年（平成25年）
  - 7月16日 - 一部改良（3型）[18]。
    - 低燃費仕様の「MRワゴン エコ」を統合して「MRワゴン」に集約したことに伴い、「X」は「ECO-X」を統合して低燃費仕様化。「ECO-L」は「L」に改名して4WD車を新設。「G」とターボ車の「T」を廃止したことでNAエンジン車のみのラインナップとなった。併せて、「MRワゴン エコ」に標準装備されていたアイドリングストップシステムはエンジン自動停止のタイミングを13km/h以下に早めてアイドリングストップ時間を延長するとともに、減速エネルギー回生機構「エネチャージ」とアイドリングストップ中、冷房運転中に凍らせた蓄冷材を通すことで冷風を送り続けることができる「エコクール」を搭載。さらに、エンジンのタイミングチェーンを細幅化し、VVT等のエンジン制御やCVT制御を最適化、CVTのディファレンシャルケースを軽量化したことで燃費を向上し、NA・2WD車はJC08モード燃費で30.0km/Lに向上した。
    - 先代の派生モデルとして誕生し、フルモデルチェンジに伴って一旦廃止していた「MRワゴンWit」を2年半ぶりに復活。2代目Witはヘッドランプ下端にLEDポジションランプ（アンサーバック連動機能付）を配置して目力を感じさせるデザインとし、フロントグリルはメッキ加飾を施した横長基調のシルバーグリルに、バンパーはシャープで存在感のある造形に、リアコンビネーションヘッドランプはクリアタイプに変更してLED化、内装はアイボリーとブラウンの2トーンでコーディネートし、レザー調表皮のシートのパイピングや革巻ステアリングホイールのステッチに赤を採用。ただし、先代に用意されたサイドストーンガードは用意されない。装備面も充実し、オートライト付ディスチャージヘッドランプを全車に標準装備し、「XS」と「TS」にはフロントフォグランプも装備した。グレード体系は「LS」・「XS」・「TS」の3グレードを設定。ターボ車である「TS」にも「エネチャージ」・改良型アイドリングストップ・「エコクール」を搭載したことで燃費を向上し、駆動方式を問わず「平成27年度燃費基準+20%」を達成した。
    - ボディカラーは「パールメタリックカシミールブルー」、「リーフホワイト（MRワゴン エコ専用色）」を廃止する代わりに、「シャンパンピンクパールメタリック（MRワゴン・MRワゴンWit共通カラー、ラパン、ラパンショコラ採用色）」、「エアブルーメタリック（MRワゴン専用色）」、新色の「コメットグリーンパールメタリック（MRワゴンWit専用色）」の3色を追加した（MRワゴンWitでは左記の新色に加え、「シルキーシルバーメタリック」と、特別仕様車「Xセレクション」専用色だった「ミステリアスバイオレットパール（オプションカラー）」の3色を専用色として設定。これにより、共通カラー5色、MRワゴン専用色・MRワゴンWit専用色各3色ずつの全11色設定となった。

  - 10月16日 - 日産へモコドルチェとして、MRワゴンWitのOEM供給を開始。
- 2014年（平成26年）9月1日 - MRワゴンを仕様変更。ボディカラーの入れ替えが行われ、「アロマティックアクアメタリック」を「フォレストアクアメタリック」に、「エアブルーメタリック」を「フィズブルーパールメタリック」にそれぞれ差し替え（2色はともにスペーシア設定色）、「ミルクティーベージュメタリック」を廃止する替わりに、MRワゴンWit専用色だった「コメットグリーンパールメタリック」がMRワゴンでも設定できるようになった（OEM先のモコでも同等のボディカラーの入れ替えが行われた）。
- 2015年（平成27年）
  - 4月1日 - MRワゴン・MRワゴンWit共に仕様変更。新たに設けられた「平成32年度燃費基準」を全車で達成。特に、MRワゴンの2WD車とWit「LS」・「XS」の2WD車は「平成32年度燃費基準+20%」、MRワゴンの4WD車及びWitの「LS」・「XS」の4WD車と「TS」の2WD車は「平成32年度燃費基準+10%」をそれぞれ達成した。
  - 12月4日 - 2015年末での生産終了を発表[19]。
- 2016年（平成28年）
  - 6月[20] - 生産終了。在庫対応分のみの販売となる。OEM先のモコも同時にこちらに先行する形で販売終了。
  - 11月 - 在庫対応分が完売し販売終了。スズキホームページ上からも削除され、1999年のコンセプトカーから17年、市販モデルとしては15年の歴史に幕を下ろした。

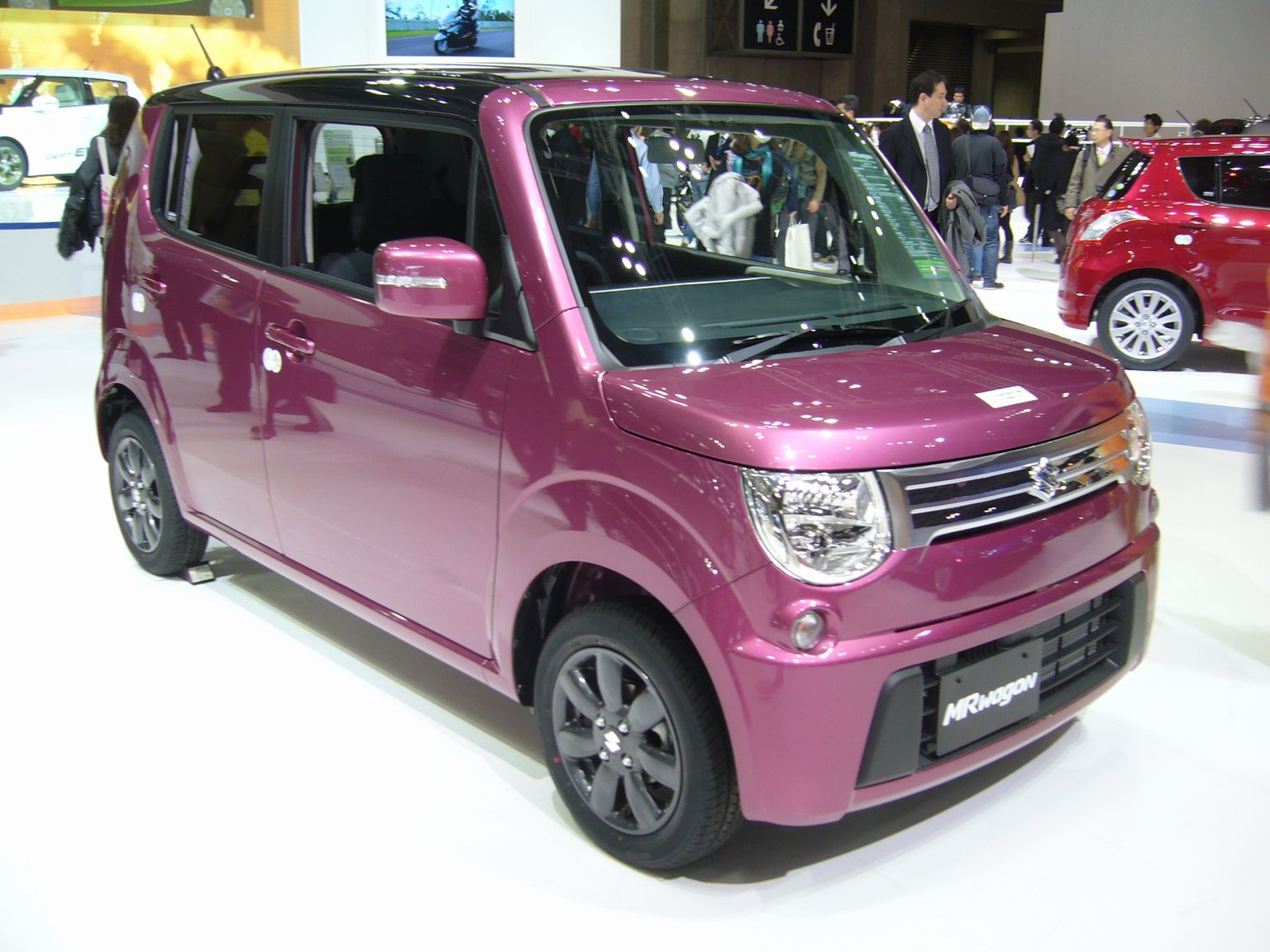
10thアニバーサリーリミテッド
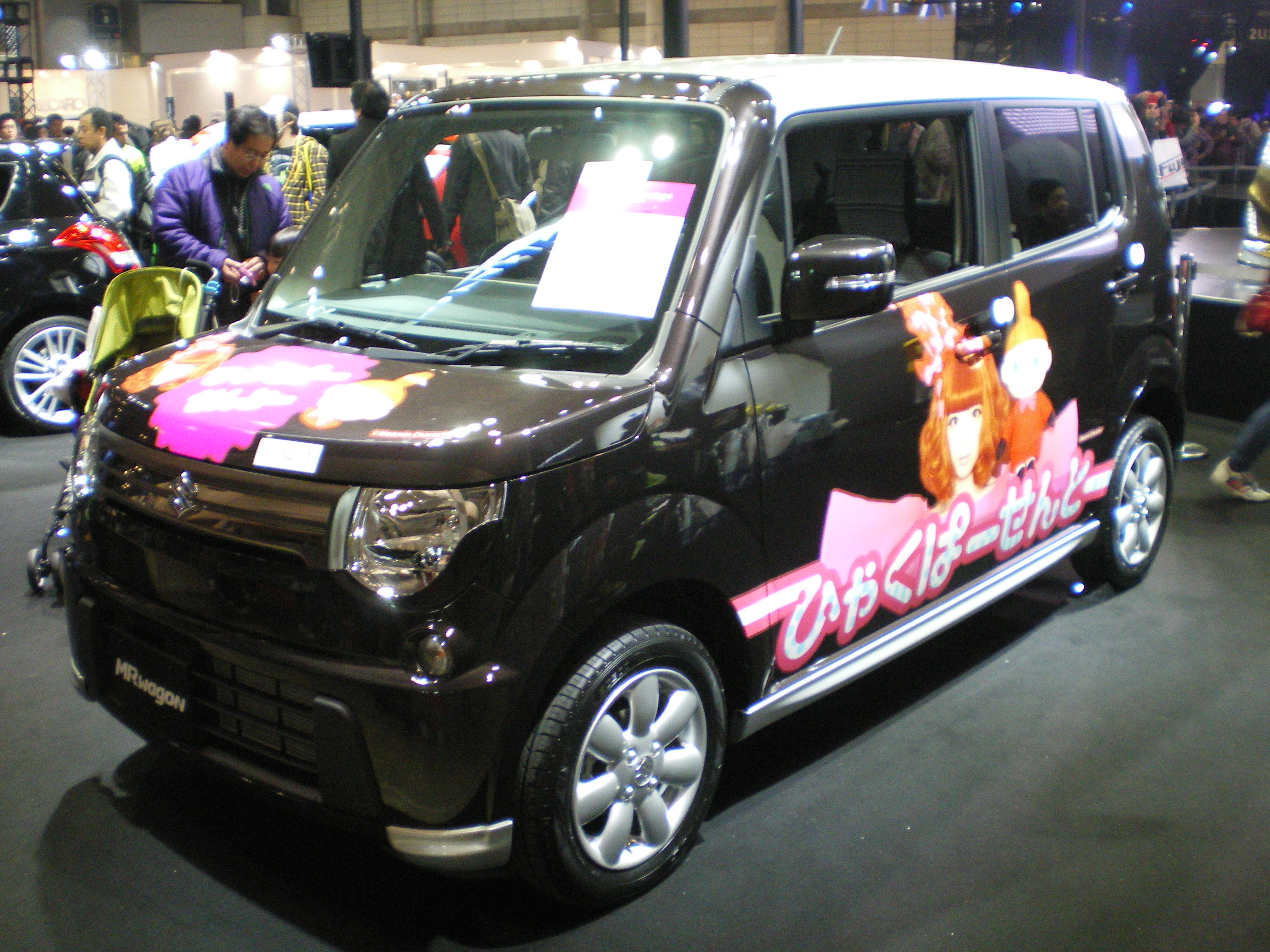
エコ　X-セレクション(側面に描かれているのはCMキャラクターのきゃりーぱみゅぱみゅとミイ)
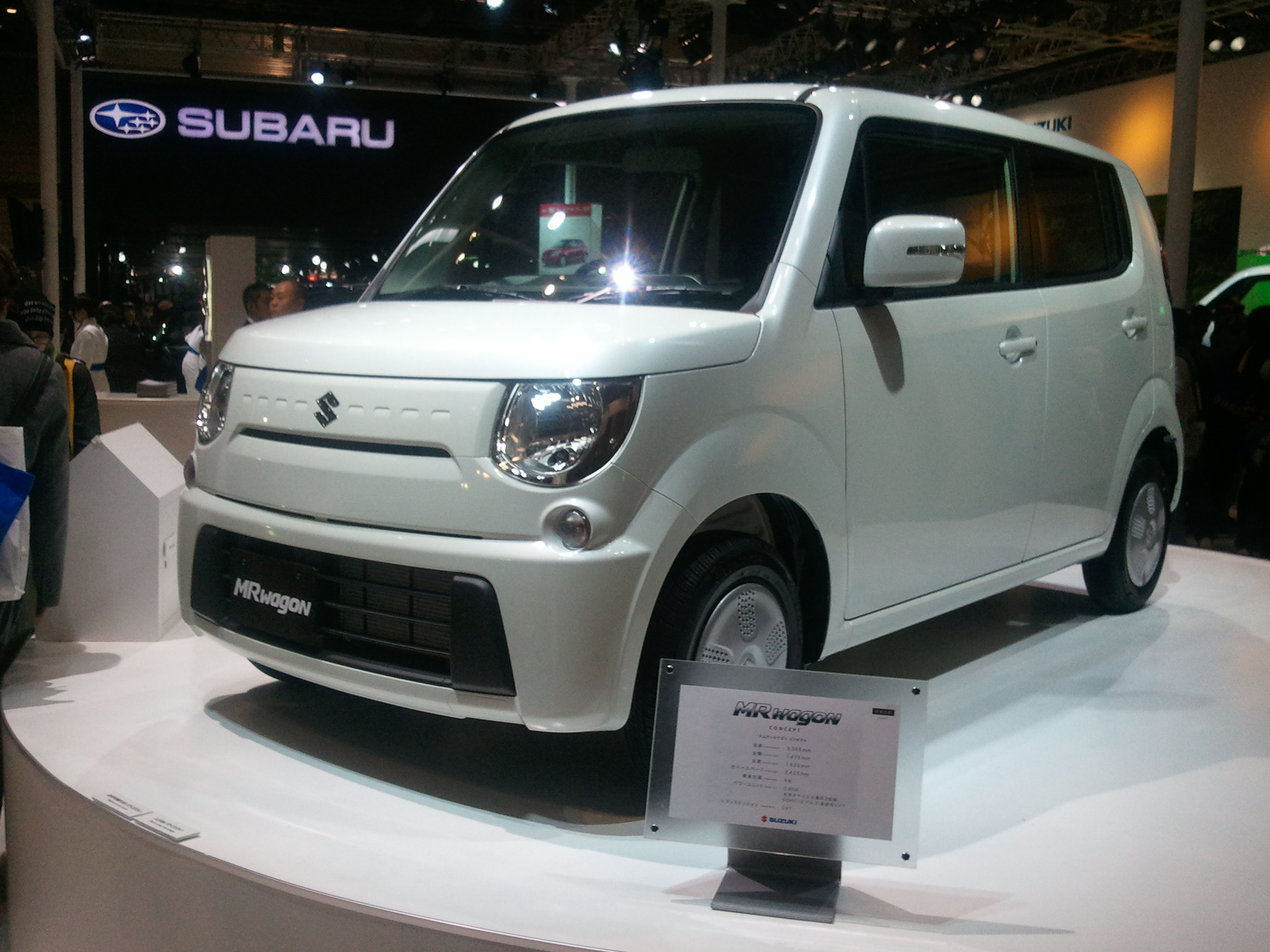
コンセプト

- X 4WD リア
- Wit LS 4WD
リア

## 車名の由来
最初のショーモデル時はMR（ミッドシップエンジン・リアドライブ）レイアウトの意だったが、その後前輪駆動レイアウトになり、「信じられないほどの広さとゆとり」に起因する「マジカル・リラックス」(Magical Relax) の略となった。なお2・3代目に設定される「Wit（ウィット）」とは英語で「知性、知恵」を意味する。